# Aegleoides paolii
Aegleoides paolii är en fjärilsart som beskrevs av Emilio Berio 1937. Aegleoides paolii ingår i släktet Aegleoides och familjen nattflyn. Inga underarter finns listade i Catalogue of Life.